# La Belette entrée dans un grenier
La Belette entrée dans un Grenier est la dix-septième fable du livre III de La Fontaine situé dans le premier recueil des Fables de La Fontaine, édité pour la première fois en 1668.
Pour cette Fable, La Fontaine s'inspire de celle d'Ésope : Le Renard au ventre gonflé, reprise par Horace (Épîtres, Livre 1, VII, vers 29-33).

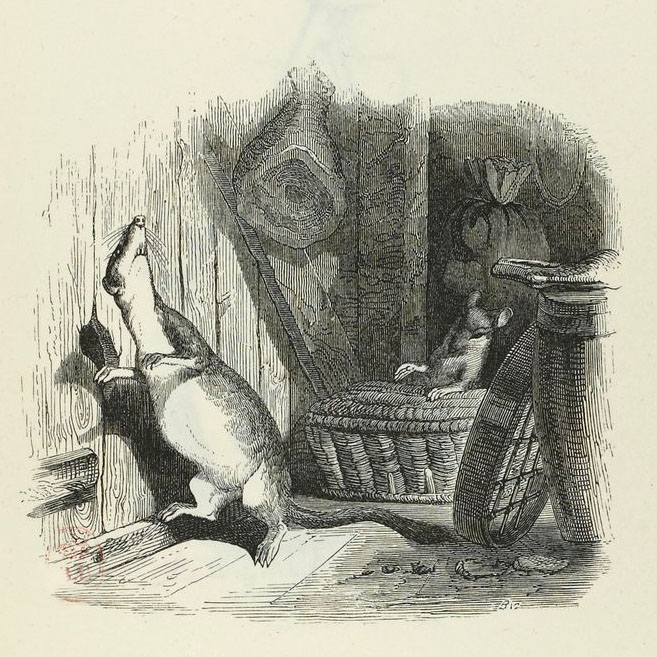
Dessin de Grandville (1838-1840)

## Texte
LA BELETTE ENTRÉE DANS UN GRENIER
[Ésope + Horace]

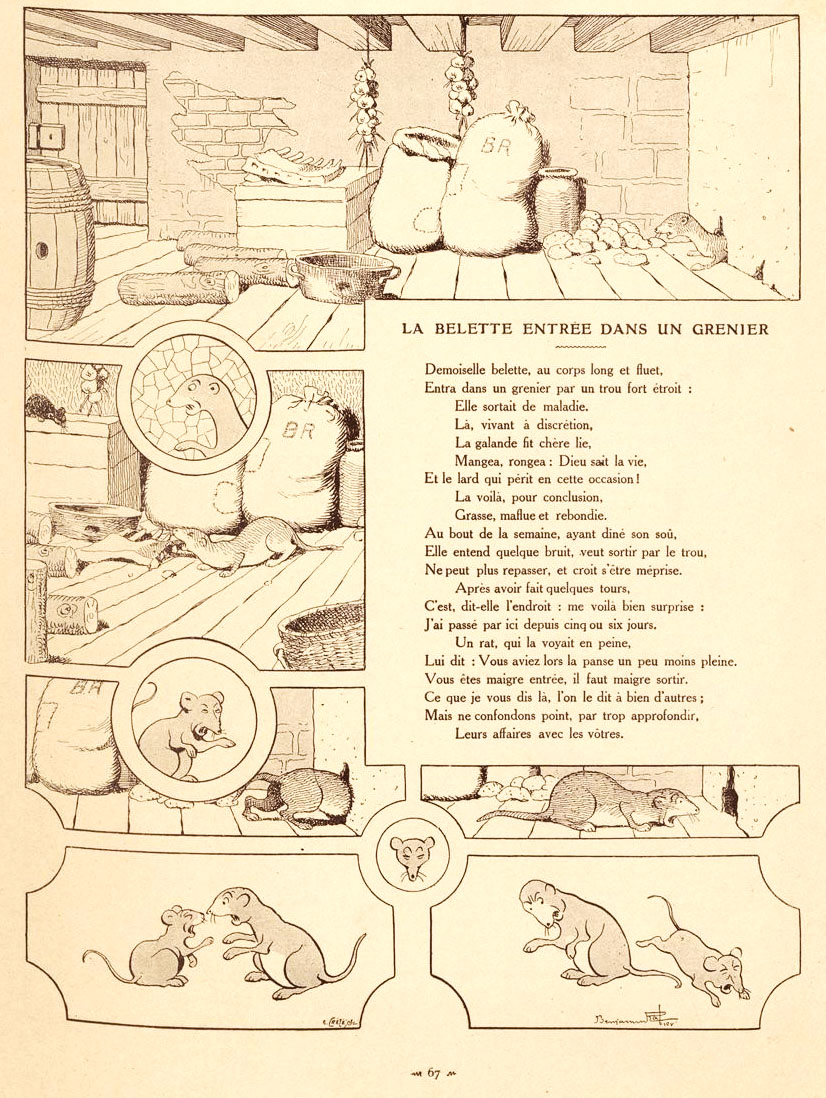
Illustration de Benjamin Rabier (1906)

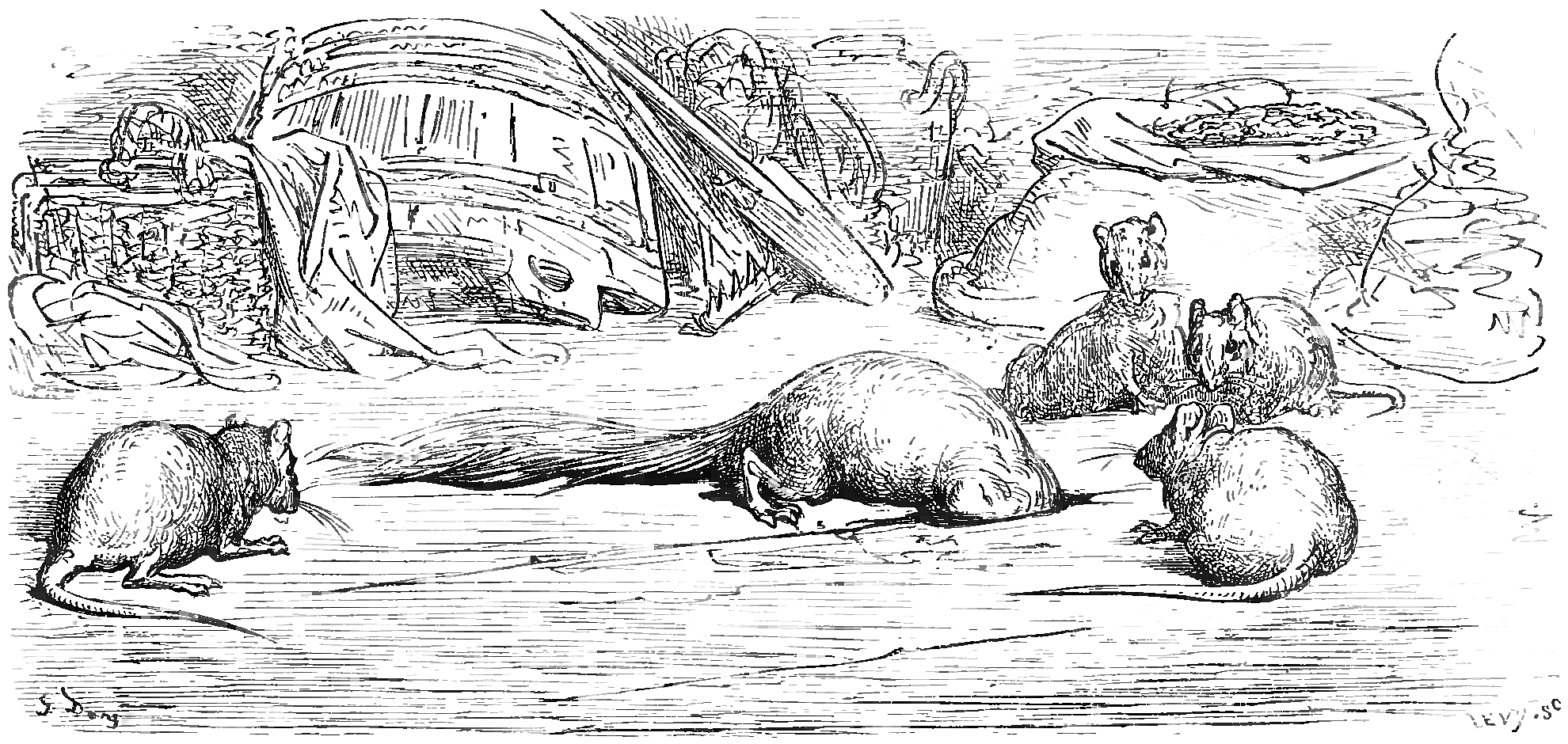
Gravure de Gustave Doré (1876)

Damoiselle (1) Belette, au corps long et flouet (2),
Entra dans un grenier par un trou fort étret (3) : 
           Elle sortait de maladie.
           Là, vivant à discrétion, (4)
           La galande fit chère lie (5), 
           Mangea, rongea : Dieu sait la vie,
Et le lard qui périt en cette occasion.
           La voilà pour conclusion
           Grasse, maflue (6),  et rebondie.
Au bout de la semaine, ayant dîné son soû (7),
Elle entend quelque bruit, veut sortir par le trou,
Ne peut plus repasser, et croit s'être méprise.
           Après avoir fait quelques tours,
" C'est, dit-elle, l'endroit, me voilà bien surprise (8) ;
J'ai passé par ici depuis cinq ou six jours. "
           Un Rat, qui la voyait en peine
Lui dit : " Vous aviez lors (9) la panse un peu moins pleine. 
Vous êtes maigre entrée, il faut maigre sortir (10). 
Ce que je vous dis là, l'on le dit à bien d'autres. 
Mais ne confondons point, par trop approfondir, (11)
           Leurs affaires avec les vôtres.

Vocabulaire
(1) "Vieux mots qui signifie fille noble" (dictionnaire de Furetière)
(2) "Corps délicat, de mauvaise constitution et peu robuste. Quelques-uns disent fluet" (dictionnaire de Furetière)
(3) étroit
(4) "Vivre à discrétion : cela se dit des soldats qui vivent chez leurs hôtes avec une entière liberté sans compter ni payer" (dictionnaire de Richelet)
(5) repas joyeux, grande chère
(6) joufflue. Maflé c'est : "qui a le visage plein et large ou la taille grossière" (dictionnaire de Furetière)
(7) graphie de saoul
(8) attrapée, trompée. Employé par exemple chez Jean Racine dans Les Plaideurs, vers 872 : "Je vois qu'on m'a surpris ; mais j'en aurai raison".
(9) alors
(10) Voir Horace, Épîtres, Livre 1, VII, vers 33 : "Macra cavum repetes artum quem macra subisti"
(11) Allusion possible, mais prudente, à la Chambre de justice créée par Colbert en 1661 après l'arrestation de Fouquet pour contrôler les financiers et les obliger à rembourser leurs revenus illicites